# West Midlands (region)
West Midlands – jeden z dziewięciu regionów Anglii, obejmujący jej środkowo-zachodnią część – zachodnią część krainy Midlands. Zajmuje powierzchnię 12 998 km² (10% terytorium Anglii), w 2021 roku zamieszkany był przez 5 954 200 osób (11% ludności Anglii).
Największe miasta regionu to Birmingham (liczba mieszkańców w 2011 r. – 1 085 810), Coventry (325 949), Stoke-on-Trent (270 726), Wolverhampton (210 319), Telford (142 723), Solihull (123 187), Sutton Coldfield (109 015) i Worcester (100 153).
Region stanowił okręg wyborczy do Parlamentu Europejskiego.

## Geografia
Przez region płynie rzeka Severn. Najwyższym wzniesieniem jest Black Mountain (703 m n.p.m.) w hrabstwie Herefordshire, na granicy walijskiej.

## Podział terytorialny
Region West Midlands obejmuje sześć hrabstw ceremonialnych. Podzielony jest na 8 jednostek administracyjnych niższego rzędu: 3 hrabstwa niemetropolitalne, 1 metropolitalne i 4 jednostki typu unitary authority.

Podział administracyjny regionu West Midlands (legenda: patrz tabela obok)

| Nr na mapie | Hrabstwo ceremonialne | Hrabstwo administracyjne (metropolitalne lub niemetropolitalne) | Dystrykt (metropolitalny lub niemetropolitalny) |
| Nr na mapie | Hrabstwo ceremonialne | lub jednostka typu unitary authority                            | lub jednostka typu unitary authority            |
| ----------- | --------------------- | --------------------------------------------------------------- | ----------------------------------------------- |
| 1           | Herefordshire         | Herefordshire                                                   | Herefordshire                                   |
| 2           | Shropshire            | Shropshire                                                      | Shropshire                                      |
| 3           | Shropshire            | Telford and Wrekin                                              | Telford and Wrekin                              |
| 4a          | Staffordshire         | Staffordshire                                                   | Cannock Chase                                   |
| 4b          | Staffordshire         | Staffordshire                                                   | East Staffordshire                              |
| 4c          | Staffordshire         | Staffordshire                                                   | Lichfield                                       |
| 4d          | Staffordshire         | Staffordshire                                                   | Newcastle-under-Lyme                            |
| 4e          | Staffordshire         | Staffordshire                                                   | South Staffordshire                             |
| 4f          | Staffordshire         | Staffordshire                                                   | Stafford                                        |
| 4g          | Staffordshire         | Staffordshire                                                   | Staffordshire Moorlands                         |
| 4h          | Staffordshire         | Staffordshire                                                   | Tamworth                                        |
| 5           | Staffordshire         | Stoke-on-Trent                                                  | Stoke-on-Trent                                  |
| 6a          | Warwickshire          | Warwickshire                                                    | North Warwickshire                              |
| 6b          | Warwickshire          | Warwickshire                                                    | Nuneaton and Bedworth                           |
| 6c          | Warwickshire          | Warwickshire                                                    | Rugby                                           |
| 6d          | Warwickshire          | Warwickshire                                                    | Stratford-on-Avon                               |
| 6e          | Warwickshire          | Warwickshire                                                    | Warwick                                         |
| 7a          | West Midlands         | West Midlands                                                   | Birmingham                                      |
| 7b          | West Midlands         | West Midlands                                                   | Coventry                                        |
| 7c          | West Midlands         | West Midlands                                                   | Dudley                                          |
| 7d          | West Midlands         | West Midlands                                                   | Sandwell                                        |
| 7e          | West Midlands         | West Midlands                                                   | Solihull                                        |
| 7f          | West Midlands         | West Midlands                                                   | Walsall                                         |
| 7g          | West Midlands         | West Midlands                                                   | Wolverhampton                                   |
| 8a          | Worcestershire        | Worcestershire                                                  | Bromsgrove                                      |
| 8b          | Worcestershire        | Worcestershire                                                  | Malvern Hills                                   |
| 8c          | Worcestershire        | Worcestershire                                                  | Redditch                                        |
| 8d          | Worcestershire        | Worcestershire                                                  | Worcester                                       |
| 8e          | Worcestershire        | Worcestershire                                                  | Wychavon                                        |
| 8f          | Worcestershire        | Worcestershire                                                  | Wyre Forest                                     |